# 小包伊奇
小包伊奇（匈牙利語：Kisbajcs），是匈牙利杰尔-莫雄-肖普朗州所辖的一个村。总面积8.74平方公里，总人口819，人口密度93.7人/平方公里（2011年1月1日）。